# جزيرة جليج
جزيرة جليج هي جزيرة تونسية صغيرة تقع جنوب جزيرة جربة.